# منفذ هجوم

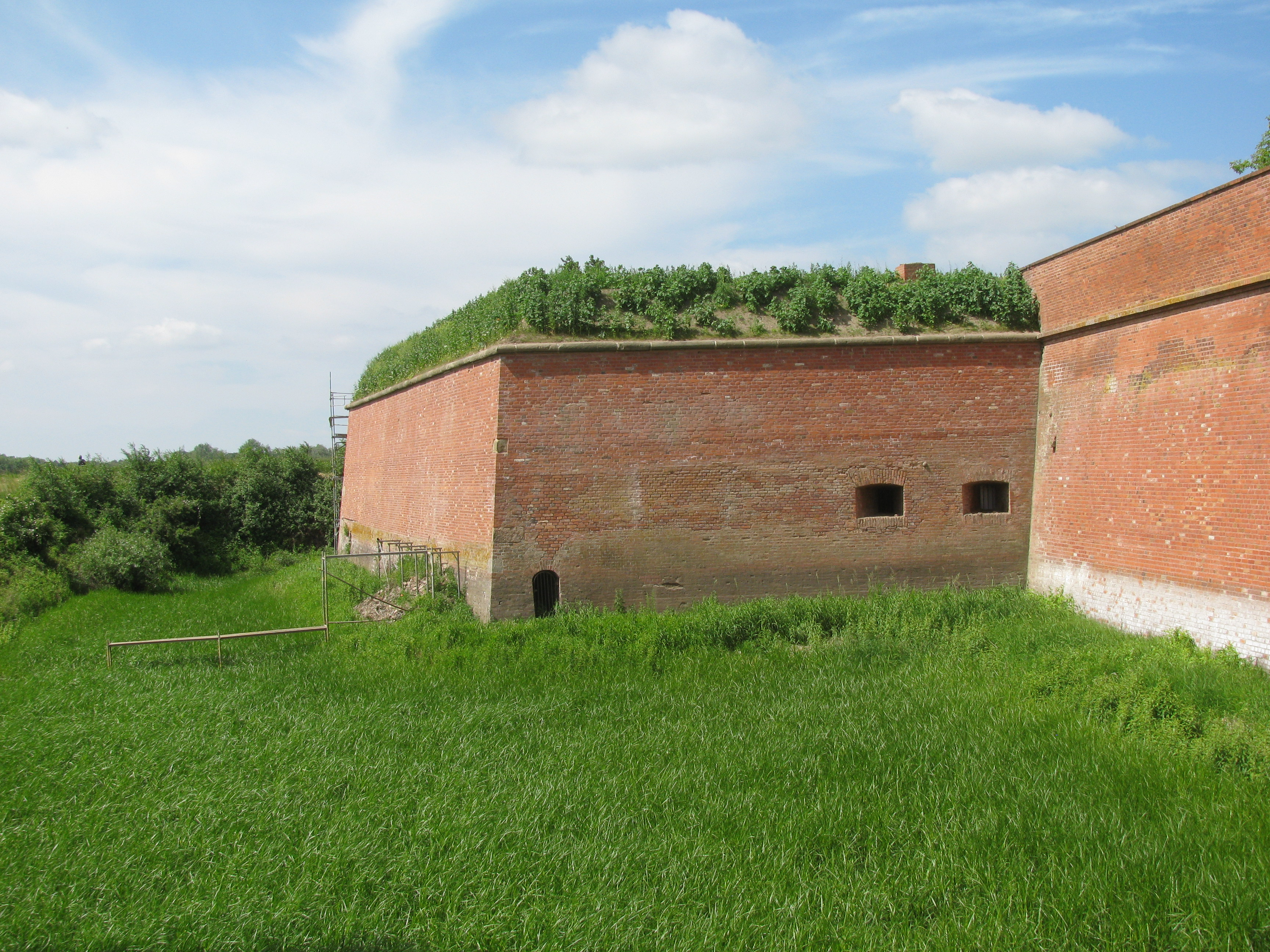
منفذ هجوم في زاوية محصنة في حصن دوميتس في مكلنبورغ-فوربومرن ، ألمانيا

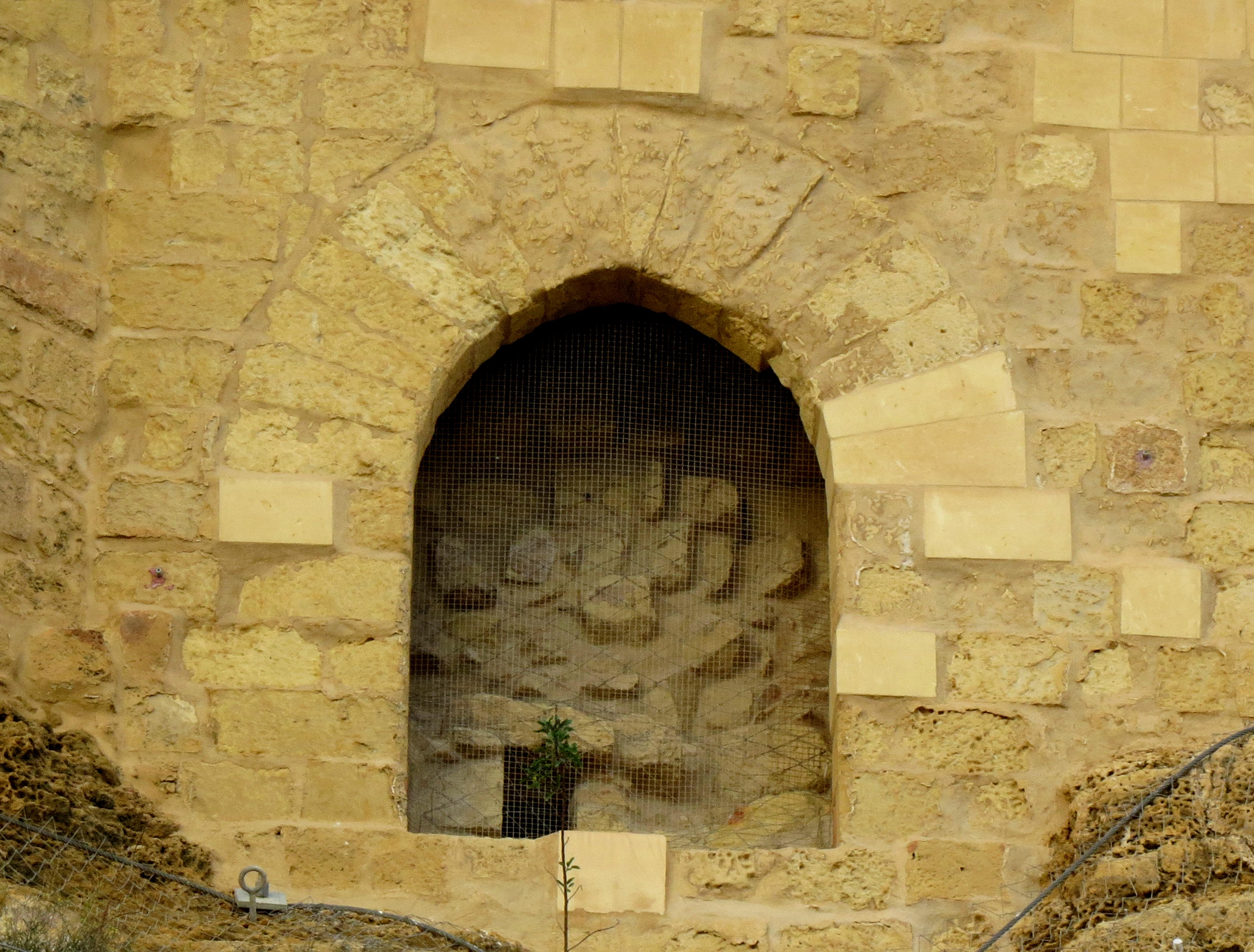
منفذ هجوم من القرون الوسطى مغلق في سيتاديلا في جوزو ، مالطا

منفذ الهجوم هو مدخل آمن متحكم به إلى حصن أو سجن. عادةً ما يكون المدخل محميًا ببعض الوسائل، مثل الجدار الثابت من الخارج، أبواب موازية؛ والذي يجب التحايل عليه للدخول ومنع نيران العدو المباشرة من مسافة بعيدة. قد تشمل مجموعتين من الأبواب التي يمكن منعها بشكل مستقل لمزيد من تأخير تقدم العدو.
من حوالي 1600 م إلى 1900 م، كان منفذ الهجوم نوعًا ما يشبه المرسى حيث تستطيع القوارب إنزال أو نقل طواقم السفن من السفن الراسية في عرض البحر. وهذا المعنى لا يزال يحدث في بعض الأحيان، وخاصة في بريطانيا حيث السواحل الطويلة.

## أصل الكلمة والاستخدام التاريخي

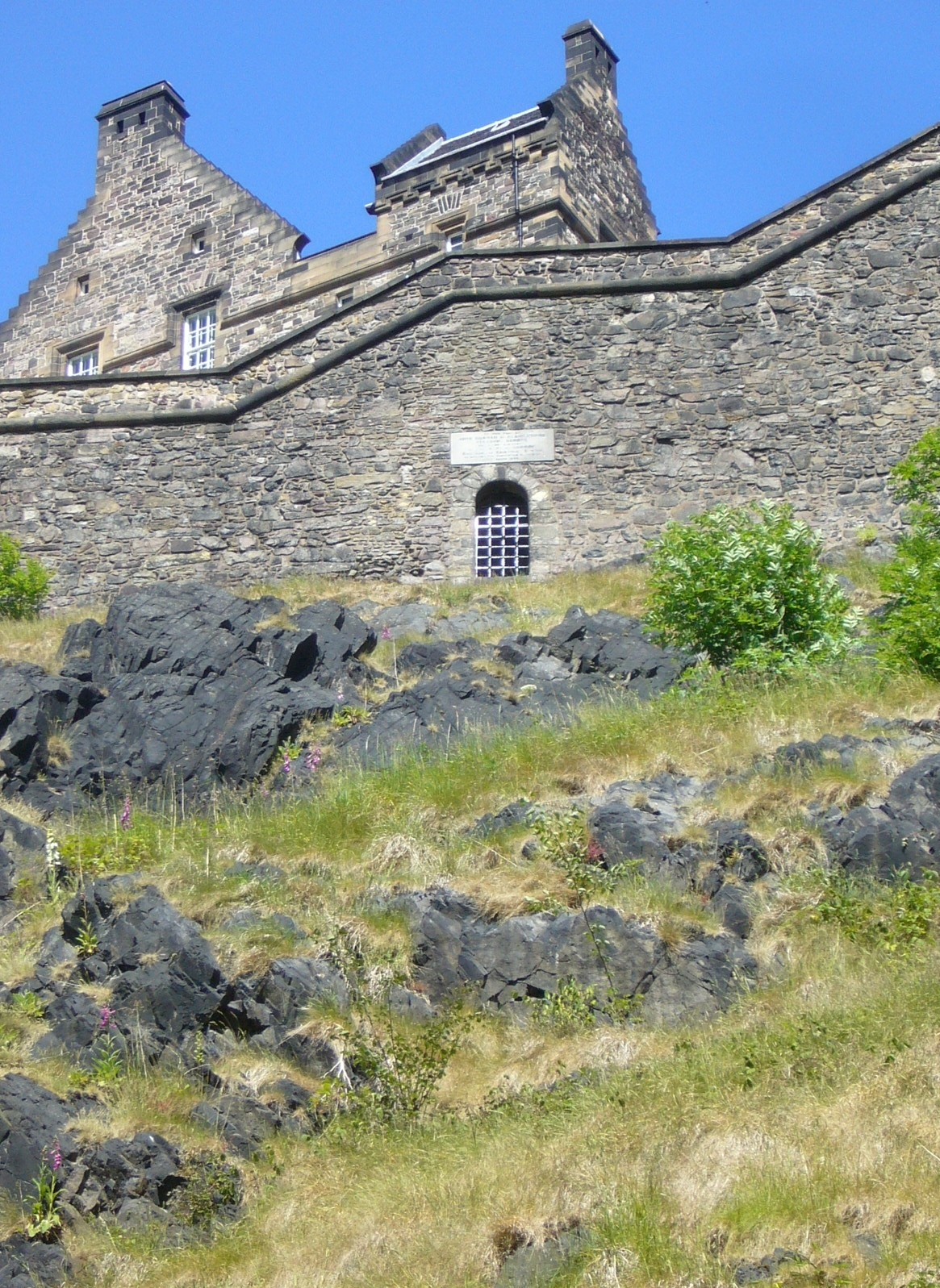
منفذ هجوم قديم في قلعة أدنبرة في اسكتلندا

في كثير من الأحيان يتم استخدام مصطلح باب خلفي بشكل رديف . يمكن أن يعني أيضًا نفقًا تحت الأرض أو ممرًا (أي خروجًا سريًا لأولئك المحاصرين).
استخدمت مثل تلك المنافذ من أجل المناورات العسكرية، عادة أثناء الحصار ، تقوم بها قوة دفاعية لمضايقة المهاجمين المعزولين أو المستضعفين قبل التراجع إلى دفاعاتهم. هي وسيلة شائعة للقوات المحاصَرة لتقليل قوة جيش المحاصِرة والتأهب لها؛ وبالتالي، فإن منافذ الهجوم هو في الأساس باب في قلعة أو سور المدينة ، والذي يسمح للقوات بالقيام بهجمات دون المساس بالقوة الدفاعية للتحصينات.
تضمنت أهداف هذه الغارات أدوات يمكن للمدافعين التقاطها واستخدامها، بالإضافة إلى أعمال ومعدات للعدو، مثل الخنادق والمناجم ومحركات الحصار وأبراج الحصار . في بعض الأحيان، كان المدافعون يهاجمون عمال العدو، ويسرقون أو يدمروون محاصيل والمخزونات الغذائية. [بحاجة لمصدر]

## في الثقافة العامة
يظهر منفذ هجوم على شعار مالطا .